# Santa Agnès de Corona
Santa Agnès de Corona är en ort i Spanien.   Den ligger i regionen Balearerna, i den östra delen av landet, 500 km öster om huvudstaden Madrid. Santa Agnès de Corona ligger 167 meter över havet och antalet invånare är 431. Den ligger på ön Ibiza.
Terrängen runt Santa Agnès de Corona är platt åt sydost. Havet är nära Santa Agnès de Corona åt nordväst. Runt Santa Agnès de Corona är det ganska tätbefolkat, med 108 invånare per kvadratkilometer. Närmaste större samhälle är San Antonio, 6,4 km söder om Santa Agnès de Corona. Trakten runt Santa Agnès de Corona består till största delen av jordbruksmark.